# 판인
판인(중국어: 范胤, 병음: Fan Yin, 한자음: 범윤, 1997년 12월 10일 ~ )은 중화인민공화국의 바둑 기사이다. 광둥성 광저우시 출신으로 중국기원 소속의 7단이다. 전국바둑개인전에서 우승했고 바이링배 8강에 진출했다. 제13기 기왕이다.

## 경력
어린 시절 대한민국으로 바둑 유학을 가서 웨량으로부터 4년간 바둑을 공부했다. 2011년 프로바둑에 입단하였고 2011년 2단과 3단으로 승단했고 2013년 리코배 신수전 8강에 진출했다. 2014년 4단으로 승단했고 중국바둑을조리그에 핑메이선마에너지화학공업그룹팀으로 출전하여 6연승을 했다. 2015년 5단으로 승단했고 몽백합배 세계 바둑 오픈전 예선전을 통과하여 본선 32강에 진출했다.
2016년 바이링배 8강에 올랐고 전국바둑개인전에서 전승을 하여 우승을 차지했다. 2017년 7단으로 승단했고 기왕전에서 장타오 기사를 누르고 우승하여 제13기 기왕이 되었다. 중국바둑리그에서는 2012년 병조리그에 출전했고 갑조리그는 2016년부터 출전했다.